# Renault 5
La Renault 5 è un'autovettura di tipo utilitaria prodotta dalla casa automobilistica francese Renault dal 1972 al 1984.

## Storia e profilo

### Genesi del modello
Verso la seconda metà degli anni sessanta, i vertici Renault si accorsero che chi desiderava una vettura di fascia bassa doveva accontentarsi di modelli che non avrebbero potuto soddisfare pienamente la potenziale clientela. 
La circostanza che la Renault stessa avesse introdotto da poco una vettura particolare come la Renault 16 (1965), prima automobile di categoria medio-alta con portellone, oppure che l'Autobianchi avesse proposto più o meno contemporaneamente gli stessi concetti applicati ad un veicolo di dimensioni medie (Autobianchi Primula, 1964) tracciava la via per una futura soluzione economica, rivolta ad un pubblico i cui gusti e le cui esigenze stavano cambiando da qualche anno a quella parte. Alla Renault ci si convinse che i temi di abitacolo modulabile e brillantezza di marcia andassero sviluppati anche in una vettura dagli ingombri e dai prezzi molto contenuti. Si poteva prevedere che il pubblico non si sarebbe accontentato ancora a lungo delle varie Renault 8, NSU Prinz, Fiat 850 e Simca 1000, i cui universali schemi tecnici del tipo "tutto dietro", migliorati ma comunque ispirati dalla Volkswagen di trent'anni prima, andavano a svantaggio della possibilità di caricare un numero soddisfacente di bagagli in caso di necessità, e quindi della praticità di utilizzo. Proprio per tale motivo erano infatti già in fase di progettazione più o meno avanzata modelli a due volumi come la Fiat 127 (che avrebbe sostituito la 850) l'Autobianchi A112, la Simca 1100 e la R12 (che avrebbe raccolto il testimone della R8). Vi erano, è vero, modelli rustici a vocazione utilitaria e dotati di trazione anteriore come la Renault 4 e la Citroën 2CV, ma le loro prestazioni erano decisamente modeste e non potevano garantire, in caso di bisogno, dei grandi spostamenti a velocità accettabili. Occorreva quindi una vettura ancor più compatta, più leggera, ma anche abbastanza scattante, economica nei costi di gestione ed altrettanto versatile.
Chi riuscì a rendersi conto compiutamente di tale necessità fu Bernard Hanon, assunto nel 1967 da Pierre Dreyfus come consulente esterno e divenuto successivamente direttore della pianificazione. Hanon era già noto da anni presso la Régie per la sua spiccata franchezza priva di peli sulla lingua, basti pensare che anni prima divenne addirittura imbarazzante presso la divisione statunitense della Renault quando pronosticò (e di fatto indovinò) un flop commerciale per le Dauphine esportate oltreoceano. Egli, forte dell'esperienza americana, intuì sia la nascita imminente anche in Europa di un mercato per la "seconda macchina" compatta per una classe sociale urbana dal potere d'acquisto in crescita, sia l'emergere della clientela femminile e giovanile (i "baby-boomers" in procinto di raggiungere l'età della patente). Hanon con questi argomenti riuscì a convincere il presidente Dreyfus, lui pure molto attento alle nuove tendenze sociologiche, circa l'opportunità di aggiungere un ulteriore modello alla gamma già ben articolata della Régie, che piacesse alle donne come agli uomini, che permettesse di muoversi in città come sui lunghi percorsi con un discreto comfort e fosse caratterizzato da ottime doti di economia di esercizio e di praticità.
Con queste poche e semplici linee guida, impensabili rispetto ai minuziosi capitolati del giorno d'oggi, in quello stesso 1967 venne avviato il progetto 122, destinato appunto alla realizzazione della nuova piccola vettura. Come di consueto furono subito mobilitati i designer del Centro Stile interno alla Casa di Billancourt, tra i quali ben presto si elevò su tutti il giovane Michel Boué, all'epoca trentunenne, il quale propose un'idea talmente valida che lo Stato Maggiore della Casa francese vi ritrovò incarnate alla perfezione tutte le specifiche imposte fin dall'inizio e lo approvò all'unanimità senza neppure visionare i lavori degli altri designer. Subito dopo venne realizzato un modellino in scala 1:5 e successivamente a grandezza naturale. Durante il 1968 si cominciò a lavorare all'affinamento delle linee di Boué: in particolare furono il frontale e la calandra ad essere interessati da tale procedura e vennero pertanto create diverse varianti, alcune delle quali riflettevano caratteri stilistici propri di modelli all'epoca già esistenti (per esempio un modello caratterizzato da una calandra in stile Renault 16) ed altri prefiguravano soluzioni che si sarebbero viste su modelli futuri (per esempio un altro modello che sfoggiava un gruppo fari-calandra che si sarebbe visto solo nel 1976 con il lancio della sfortunata Renault 14). Addirittura nel 1969 Boué propose una versione a tre volumi, che si concretizzerà anni dopo con il lancio della Renault 7 riservata al mercato spagnolo.
Tutto quanto si svolse nella più assoluta riservatezza e le prime indiscrezioni cominciarono a filtrare solo nel maggio del 1971, quando la rivista specializzata francese L'Auto-Journal presentò in copertina uno dei primi rendering grafici di quella che sarebbe stata la nuova piccola Renault, una ricostruzione per la verità che poco rispecchiava la realtà, viste le linee completamente diverse ed il fatto che secondo la stampa la vettura, di dimensioni minori rispetto alla R4, sarebbe andata a collocarsi ben al di sotto di quest'ultima, classificandosi secondo la legislazione francese nella categoria delle vetture da tre cavalli fiscali. In realtà le cose stavano diversamente, poiché le ridotte dimensioni della nuova vettura non dovevano necessariamente significare qualcosa di ultra-economico, anzi: nella mente dei vertici Renault, la vettura doveva invece andarsi a collocare un gradino più in alto della R4 per quanto riguarda prezzi, finiture e livello di equipaggiamento, senza però arrivare ai livelli della Mini, ultra-compatta chic, tanto rivoluzionaria quanto preferita dalla clientela più snob. La futura Renault 5, come verrà chiamata, dovrà essere l'automobile preferita da un pubblico giovane, single o fidanzato, comunque senza figli, e che solo occasionalmente avrebbe avuto la necessità di portare in auto ulteriori passeggeri adulti. A tale proposito, già nel febbraio 1971, si riunirono i membri dell'équipe incaricata del lancio commerciale, che avrebbe dovuto indirizzarsi appunto verso la già citata tipologia di clientela.

### Debutto
Il 28 novembre 1971 cominciarono a venir diffuse le foto ufficiali del nuovo modello. Non appena ciò avvenne, furono in molti a sollevare dubbi sul successo commerciale della vettura: in un'epoca in cui anche le utilitarie stavano cominciando a disporre di quattro porte, la Renault 5 andò controcorrente proponendone solo due più il portellone. In realtà la scelta fu necessaria in base all'accordo SFM (Société Française de Mécanique) stretto già nel 1966 con la Peugeot, accordo che in teoria prevedeva la produzione in comune di motori, ma che di fatto andò, sia pure in piccola parte a condizionare anche la produzione automobilistica. Infatti, la Peugeot era prossima al lancio della 104, che già nelle menti dei vertici della Casa di Sochaux era vista come la più piccola automobile a 4 porte. Pertanto, per non ostacolare i rispettivi piani commerciali dei due partner, Peugeot aveva scelto di rinunciare al portellone posteriore, mentre la Renault decise di limitare a tre il numero di porte della sua "piccola", della quale una prima presentazione, riservata alla stampa, avvenne il 3 gennaio 1972: in tale occasione trenta giornalisti provenienti da tutta Europa furono invitati a saggiare le doti della nuova nata in un percorso che si snodava lungo i suggestivi paesaggi della Bretagna meridionale, lungo la cosiddetta Côte Sauvage. I riscontri della stampa furono più che lusinghieri: vennero lodate le qualità di maneggevolezza e di brillantezza dei motori, ma anche la personalità della linea della carrozzeria.

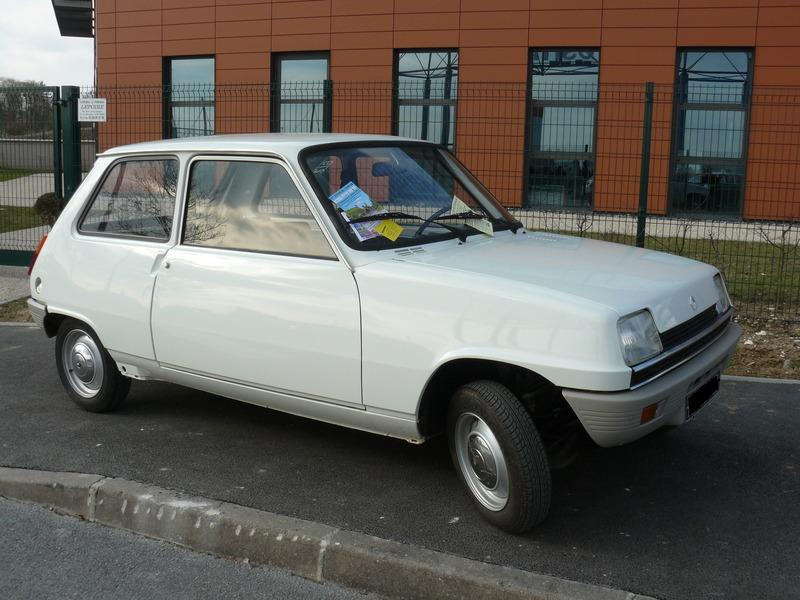
La R5 fu tra le prime vetture ad avere i paraurti in plastica integrati nella carrozzeria

La presentazione al pubblico avvenne qualche settimana più tardi, il 28 gennaio, al Théâtre Marigny di Parigi, dove la vettura fu svelata dopo una premessa audiovisiva che ne ricollegò la filosofia progettuale alla 4CV.
Già a partire dal giorno seguente alla presentazione, 2.560 esemplari di Renault 5 furono inviati a tutta la rete di concessionarie e succursali Renault della Francia. Di questo lotto di vetture, ben 1.920 erano decorate in maniera molto fumettistica, con occhi applicati sui fari anteriori e vignette sulle fiancate, in maniera tale da suscitare simpatia al primo sguardo. Tale trovata faceva parte di una campagna pubblicitaria alla quale ne seguì una seconda, durante la quale la Renault 5 venne soprannominata Supercar, non certo per le prestazioni (comunque considerate abbastanza vivaci per l'epoca), quanto per la sua capacità di venire incontro alle esigenze di facilità di parcheggio, limitati consumi, limitato inquinamento, ecc. Tale campagna promozionale fu una delle più massicce di tutti i tempi.
Cominciò così la carriera della piccola Renault disegnata da Michel Boué, il quale però non poté godere del successo della sua creatura: poco prima del lancio morì molto prematuramente a causa di un cancro fulminante.

### Stile e design
Una delle chiavi del successo della Renault 5 (o R5, come si prese a chiamarla di lì a poco) stava nell'azzeccato equilibrio stilistico tra praticità, simpatia ed una certa dose di dinamismo. Il frontale era caratterizzato in primis dai grandi fari quadrangolari, tra i quali si apriva una piccola feritoia a tutta larghezza che fungeva sia da presa d'aria che da calandra. Sopra di essa campeggiava il logo Renault, mentre al di sotto si trovava il grande paraurti in materiale plastico. Si trattava di una prima assoluta: fino a quel momento, infatti, i paraurti delle vetture erano quasi tutti in acciaio, perciò una delle maggiori innovazioni introdotte dalla R5 fu proprio lo scudo paraurti in poliestere, il quale inglobava anche l'alloggiamento degli indicatori di direzione. La vista laterale permetteva di apprezzare gli sbalzi enormemente ridotti del corpo vettura a due volumi, fatto che conferiva da una parte una maggior grinta al corpo vettura e dall'altra una maggiore abitabilità interna, grazie alla ridotta intrusione interna dei passaruota. Un'altra caratteristica era quella delle portiere senza maniglie, sostituite da un pulsante accoppiato ad un incavo per accogliere la mano di chi si accingeva ad aprire la portiera stessa. Tale soluzione fu scelta per snellire e rendere più pulita la fiancata. Altra caratteristica, stavolta già vista anche su altre Renault contemporanee, era il taglio del passaruota posteriore, leggermente schiacciato in modo da coprire leggermente la ruota e conferire maggior grinta alla vista laterale. Anche la coda, con l'andamento piuttosto inclinato dei montanti posteriori, e quindi anche del portellone, portava un pizzico di dinamismo in più. Completavano il quadro i fari posteriori a sviluppo verticale ed il paraurti posteriore, anch'esso interamente in poliestere.

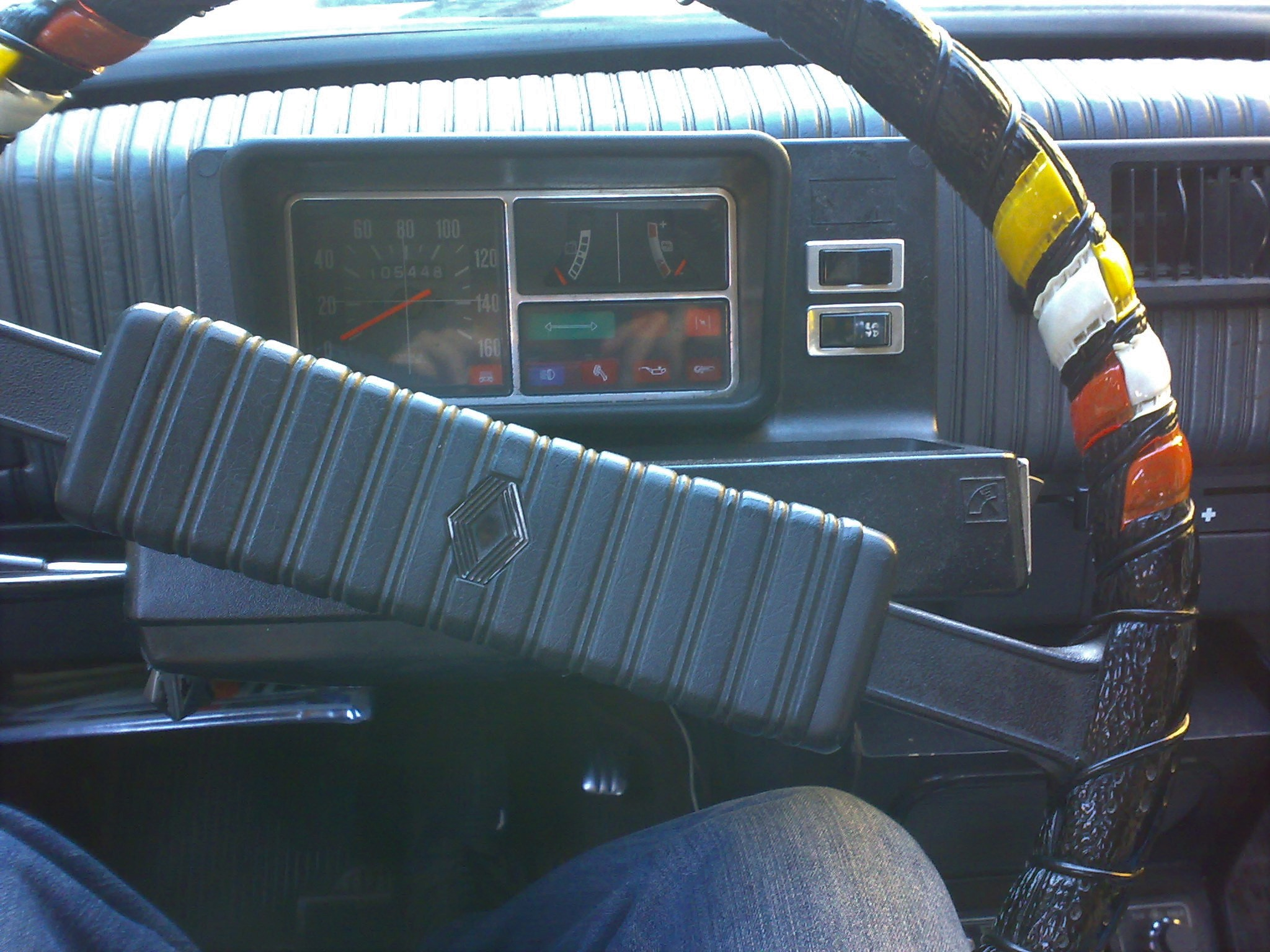
Posto guida di una Renault 5 TL del 1978

L'abitacolo, interamente disegnato da Robert Broyer, proponeva contenuti moderni per l'epoca, ed in alcuni casi anche decisamente particolari, come la console centrale, che già nelle vetture di fascia bassa dell'epoca era praticamente assente, ma che qui era interamente sostituita da un massiccio corpo rivestito in skai e che andava ad ospitare le condutture per l'aerazione. L'unico bocchettone preposto all'aerazione era poco più alto, al centro della plancia, dove campeggiava anche la leva del cambio. Il cruscotto era a quadranti di forma squadrata. Buona la capacità del bagagliaio, in rapporto alle dimensioni: dagli originari 200 litri in configurazione standard, si poteva passare a ben 900 litri massimi in configurazione due posti, abbattendo lo schienale posteriore. La gamma dei colori rifletteva il carattere sbarazzino del modello, con molte tinte vivaci secondo la moda del momento, e anche i sedili potevano essere ordinati di colori inusuali come arancio o verde mela.

### Struttura, meccanica e motori
Come spesso accadde (e sarebbe accaduto) per le Renault, una reale modernità del design non trovava riscontro in vere innovazioni meccaniche. La base tecnica della Renault 5 derivava in parte da quella della più spaziosa Renault 4, rispetto alla quale però si differenziava principalmente per il telaio monoscocca in luogo di quello a pianale separato. Tale cambiamento si rese necessario per le esigenze di sicurezza dettate dalle specifiche di progetto volute dai vertici Renault. La struttura portante divenne quindi l'intera scocca della vettura, dotata di pianale completamente piatto ed irrigidito mediante numerose nervature ed apposite traverse in acciaio. La parte centrale della scocca, quella che comprende l'abitacolo, era invece completamente indeformabile grazie ai rinforzi introdotti un po' dovunque (finestrini posteriori, tetto, ecc). Sempre rimanendo in tema di struttura, il frontale introdusse tra l'altro altre novità, tra cui i già citati paraurti in plastica, le cui caratteristiche di elasticità consentivano di assorbire meglio gli urti a bassa velocità senza conseguenza per la scocca.
Le sospensioni derivavano invece strettamente da quella della R4 e della R6, e prevedevano quindi un avantreno a barre di torsione longitudinali, mentre il retrotreno era a barre di torsione trasversali. Dalle due polivalenti e più spaziose "sorelle", la R5 ereditò anche la leggera differenza nella misura del passo tra il lato sinistro ed il lato destro, dovuta ai diversi ancoraggi delle barre di torsione e dei bracci tirati posteriori. L'impianto frenante privo di servoassistenza, era differente a seconda dei due livelli di allestimento previsti al debutto: la versione L, più economica, era equipaggiata con quattro tamburi mentre la versione TL prevedeva la soluzione mista con dischi all'avantreno. Lo sterzo era a cremagliera su entrambe le versioni. 
Riguardo ai motori e trasmissioni, veniva ripreso lo schema R4/R6/R16 (oggi alquanto desueto) con propulsore longitudinale e cambio in avanti. I motori adottati erano in ghisa con valvole in testa, distribuzione ad aste e bilanceri e albero a camme mosso da catena, ma le due versioni si differenziavano per caratteristiche, cilindrata e potenza: la L era equipaggiata con un blocco della famiglia "Billancourt" a tre supporti di banco della R4, già ereditato dalla 4CV del 1948, un'unità da 782 cm³ in grado di sviluppare fino a 36 CV di potenza massima. Quanto alla TL, essa invece prevedeva il più prestante motore "Sierra" da 956 cm³ della famiglia "Cléon" a cinque supporti di banco della R8, in grado di fornire 47 CV di potenza massima e capace di sopportare regimi più elevati. Il cambio era manuale a 4 marce su entrambe le versioni. Il comando del cambio avveniva come sulle R4/R6, tramite una leva che fuoriusciva orizzontalmente al centro del cruscotto. Solo successivamente venne proposto in opzione un comando a leva sul pavimento.

### Allestimenti e dotazioni
All'inizio erano disponibili solo due versioni: la L e la TL, quest'ultima più ricca. Le due versioni erano caratterizzate prima di tutto dalla presenza dei due differenti motori già visti in precedenza. Entrambi i modelli avevano poi in dotazione il divanetto posteriore ribaltabile, paraurti grigi, portiere incernierate anteriormente, maniglie di appiglio posteriori e la leva del cambio montata sulla plancia. L'allestimento TL, più ricco, offriva in dotazione lo specchietto di cortesia per il passeggero anteriore, tre posacenere (uno sotto al bracciolo della portiera lato passeggero e altri due nella parte posteriore), i due sedili anteriori reclinabili separatamente, lo schienale posteriore abbattibile, le maniglie di appiglio anteriori, e tre tasche portaoggetti. La lista optional comune alle due versioni prevedeva il tetto apribile, la vernice metallizzata e la selleria in skai. La TL prevedeva inoltre anche lo sbrinalunotto, i vetri oscurati ed il parabrezza stratificato, mentre sulla L lo schienale abbattibile (di serie sulla TL) era optional. Le Renault 5 importate in Italia differivano dall'originale francese in alcuni particolari, modificati per rispettare il Codice della Strada: in particolare le frecce anteriori erano di colore bianco (fino al 1977), con delle gemme ripetitrici arancioni a forma di losanga applicate sui parafanghi. Essendo la targa italiana quadrata, nella versione italiana le luci targa sul portellone posteriore erano all'interno e non all'esterno dell'incavo previsto per ospitare la targa; con l'introduzione delle targhe lunghe (1976) venne ripristinata la soluzione originaria francese (con la targa sistemata nell'apposito vano e illuminata dalle due lucine in plastica nera poste ai lati).

## Evoluzione

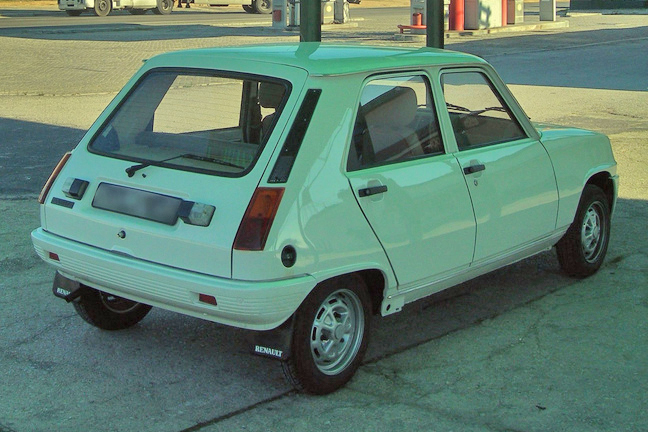
Posteriore di una R5 a 5 porte, introdotta nell'agosto 1979

L'approccio marketing immaginato da Hanon e dalle campagne pubblicitarie trovò pieno riscontro nelle vendite: nel primo anno di commercializzazione in Francia, 31% degli acquirenti furono donne e 35% giovani sotto i trent'anni.
Per le sue dimensioni ridotte, la R5 doveva confrontarsi non solo con le sue dirette rivali (come la Peugeot 104, la Fiat 127), ma anche con vetture leggermente più piccole come l'Autobianchi A112. Successivamente arrivarono anche le Audi 50/Volkswagen Polo (1974-75), la Ford Fiesta (1976), la Citroën LN e nel 1980 la Fiat Panda.
- 1973: Viene proposta come optional la leva del cambio spostata dalla plancia al pavimento, in mezzo ai due sedili. A partire dal 1976 saranno poi tutte con leva del cambio al pavimento di serie. L'allestimento TL viene arricchito con il lunotto termico.
- 1974: Introduzione dell'allestimento LS, simile alla TL, ma con motore da 1.3 litri ed in più cerchioni eleganti, fari allo iodio, lavavetri elettrico, pavimento ricoperto di moquette, copertura bagagliaio in moquette, contagiri elettrico, econometro, ventilatore a due velocità, posacenere illuminato con accendisigari.
- marzo 1975: L'allestimento LS viene rinominato TS, con lo stesso allestimento arricchito con gli appoggiatesta per i sedili anteriori, i comandi della ventilazione illuminati, paraurti neri, spoiler anteriore, tergilunotto posteriore, orologio, luce del bagagliaio e della retromarcia.

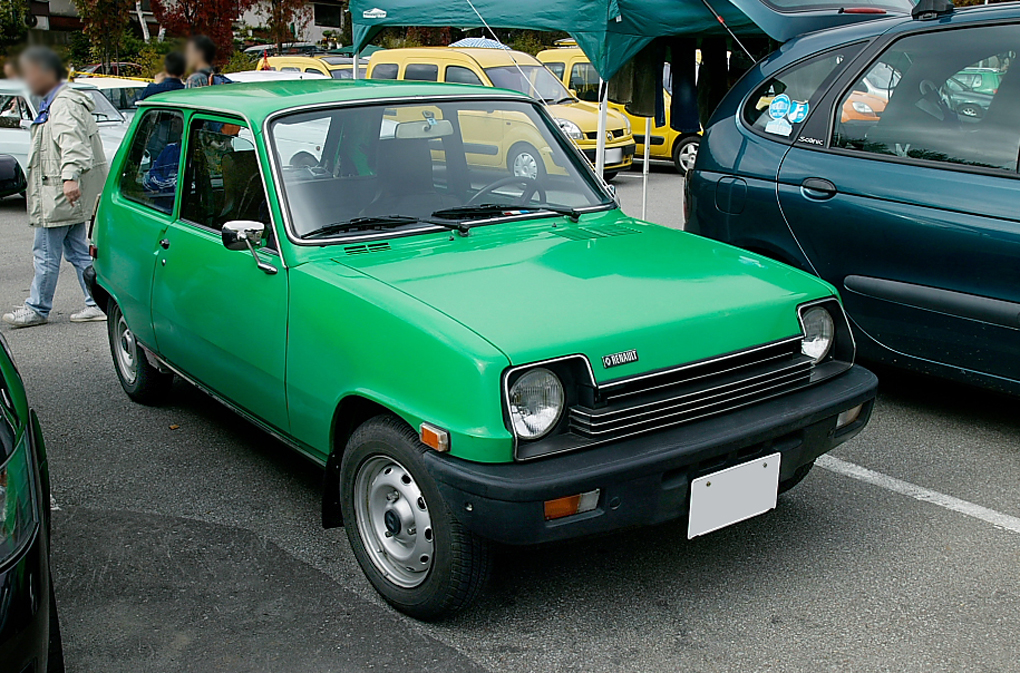
Una R5 Le Car

- febbraio 1976: Introduzione dell'allestimento GTL non ancora previsto per il mercato italiano. Ha lo stesso motore da 1.3 litri della versione TS (depotenziato a 42 CV), e lo stesso allestimento della versione TL (con in più i fascioni paracolpi laterali) che presenta in dotazione alcuni elementi della versione TS (cerchioni eleganti, luci di retromarcia, accendisigari, comandi di ventilazione illuminati, lavavetri elettrico). Viene avviata la produzione della R5 in versione commerciale, senza vetri laterali e senza divanetto posteriore. Nello stesso anno la R5 fu commercializzata anche in Spagna dalla FASA.
- Renault Le Car: La Renault 5, nel 1976, fu immessa sul mercato come Le Car negli Stati Uniti dalla American Motors (AMC) attraverso i suoi 1.300 venditori. Su questo mercato si trovò di fronte ad altri modelli compatti a trazione anteriore quali la Honda Civic (introdotta nel 1972) e la Volkswagen Rabbit (Golf). La versione americana montava un motore 1397 cm³ che sviluppava 55  CV (41 kW). La Le Car fu offerta in versione a tre porte nel periodo 1976-80. Per il modello 1980, il frontale fu aggiornato fino a includere un paraurti ridisegnato, una nuova griglia della calandra e fari rettangolari. Una versione a 5 porte fu aggiunta nel 1981. Le importazioni continuarono fino al 1983, quando l'auto fu sostituita dalla Renault Encore (Costruita in Wisconsin) basata sulla Renault 11.
- 1977: Introduzione dell'allestimento Alpine (denominato Gordini in Gran Bretagna dove il nome Alpine, per uso automobilistico, è coperto da brevetto e può essere impiegato solo per prodotti del gruppo Rootes), simile a quello della versione TS, ma con il motore da 1.4 litri e con il cambio a cinque marce. La versione GTL viene arricchita con la luce del bagagliaio, mentre nella versione L viene montato un motore da 845 cc, lo stesso montato anche sulla Renault 4. Nello stesso anno viene avviata la produzione negli Stati Uniti. Tale versione era caratterizzata da gruppi ottici anteriori di forma circolare.
- 1978: Introduzione dell'allestimento Automatic, simile alla versione GTL, ma con il motore portato a 55 CV, trasmissione automatica a tre marce, tetto in vinile, e sedili anteriori della TS.Posteriore di una R5 a 5 porte, introdotta nell'agosto 1979

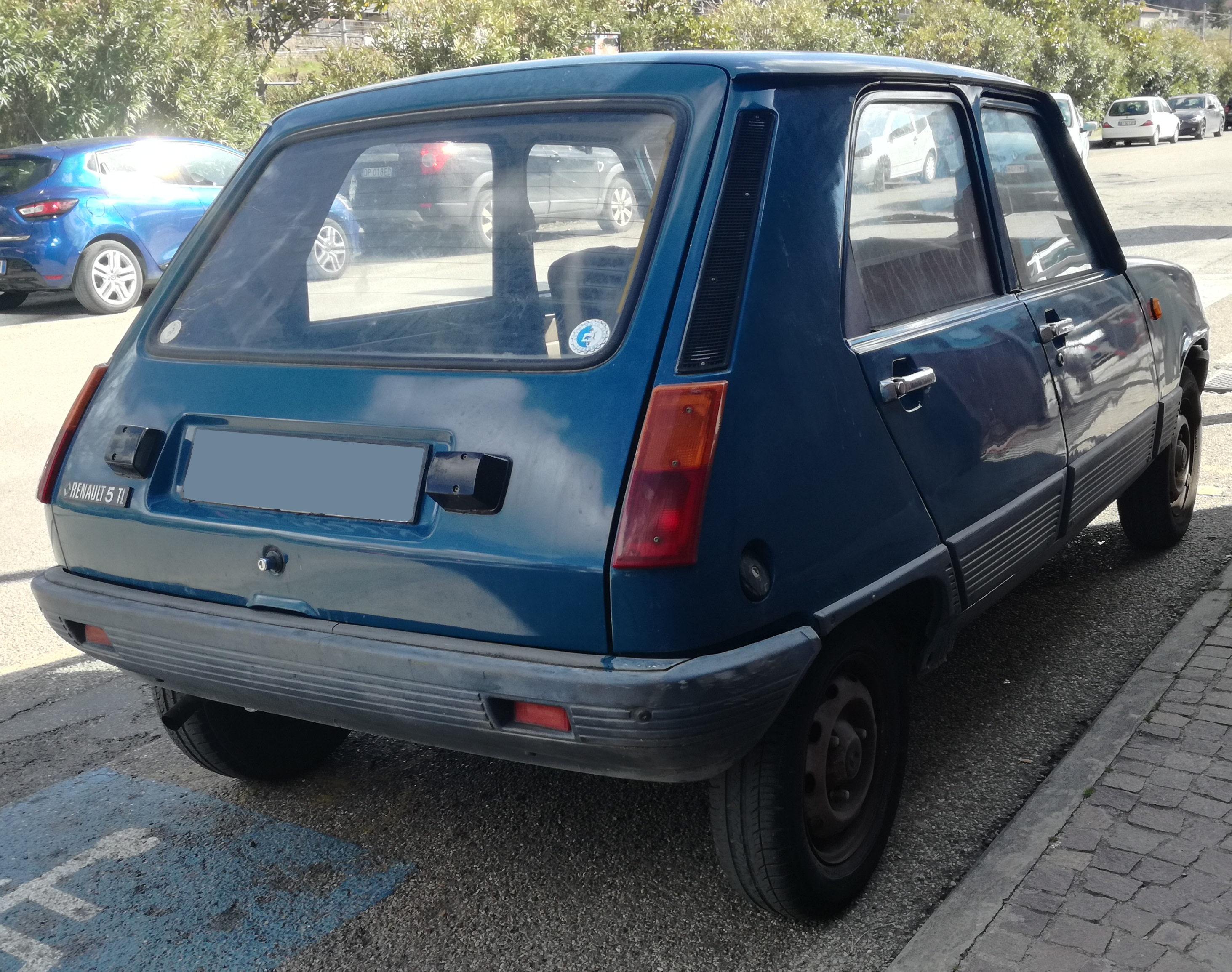
Posteriore di una R5 a 5 porte, introdotta nell'agosto 1979

- agosto 1979: questo è un anno di grandi modifiche per la 5: vengono introdotte le versioni a cinque porte della TL, GTL e Automatic. La novità era rappresentata dalla versione GTL che non era mai stata importata prima in Italia e che montava un inedito motore 1108 cm³ da 47 CV DIN con accorgimenti mirati alla riduzione del consumo di carburante; questi accorgimenti rendevano il suo consumo molto basso ma inficiavano pesantemente le prestazioni rendendo la GTL 1.1 più lenta ed assai meno brillante della più piccola TL da 950 cc. L'intera gamma Renault 5 subisce un'importante modifica degli interni il nuovo e moderno cruscotto incorporava un nuovo quadro strumenti ed una nuova consolle centrale di nuovo disegno anche il volante ed i sedili, che sulla GTL, TS, Automatic e Alpine erano anatomici con appoggiatesta di serie. Da questo anno la Renault con cadenza annuale quasi sempre dopo l'estate, aggiornava e modificava la 5 rendendola sempre competitiva.
- settembre 1980 La versione cinque porte monta maniglie porta in plastica nera e non più in metallo cromato, mentre su tutte le versioni cambiano i bracci delle spazzole tergicristallo che diventano neri e non più cromati, il cruscotto su tutte le versioni viene montato in colore nero e non più in beige o grigio.
- novembre 1981 la Renault 5 alpine diventa Alpine turbo, aumentando ancora la già elevata potenza di questo motore. Mentre su tutte le versioni, vengono modificati leggermente nel disegno i comandi e con l'adozione di un'unica e più comoda leva per fari, frecce e clacson. (prima con due leve una per clacson e fari ed una per le frecce) viene adottata su tutta la gamma 5 una sigla modello posteriore con grafica rinnovata. Viene presentata la R5 TURBO con motore posteriore utilizzata in gran parte per un uso agonistico.Renault 5 GTL

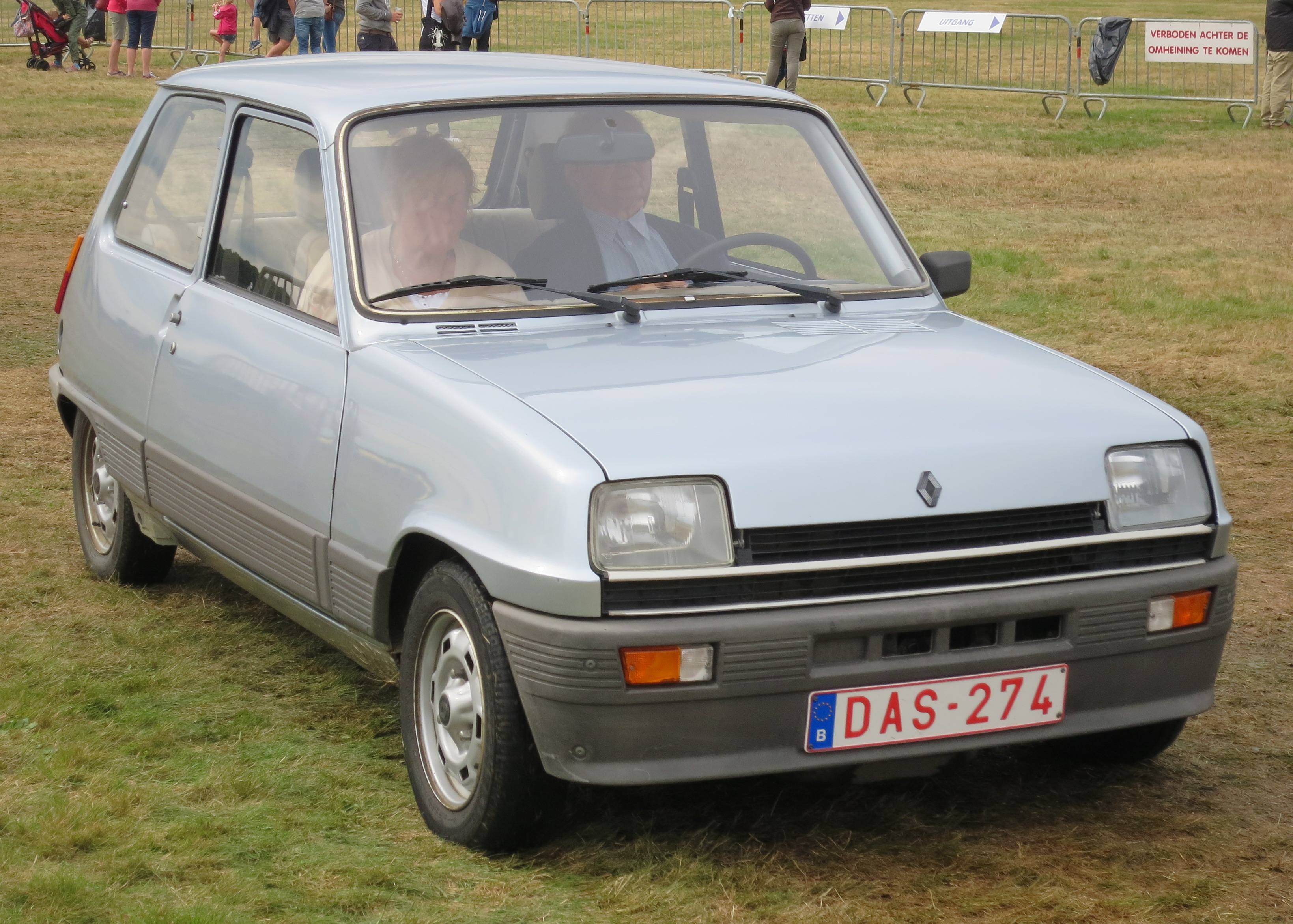
Renault 5 GTL

- giugno 1982: Introduzione dell'allestimento TX la versione più lussuosa delle Renault 5 montava addirittura servosterzo e vetri elettrici. La GTL ha di serie il cambio a cinque marce (che fa aumentare leggermente la velocità massima) ed il paraurti anteriore con spoiler e sulla 5 base vengono montati freni a disco anteriori (prima erano a tamburo).
- ottobre 1982: viene presentata la versione speciale  Parisienne  che adottava la meccanica della 5 base ma con una speciale dotazione di serie.
- 1983: La TL monta di serie il cambio a cinque marce e il paraurti anteriore con spoiler.
- agosto 1983 Viene presentata la Parisienne 2 in pratica una riedizione della Parisienne, ma con meccanica della TL e con un maggiore dotazione di serie. Sulle GTL Automatic e TS viene montato un orologio digitale al posto di quello analogico.
- agosto 1984: Vengono proposte le edizioni Laureate, con le quali la Casa si appresta ad interrompere la produzione della prima serie.

## Alpine e Turbo
Un discorso a parte meritano le tre principali versioni sportive della R5, per le loro impostazioni tecniche che arrivarono a distanziarsi di parecchio dagli standard tecnici presenti sulle altre R5 e Supercinque.

### R5 Alpine

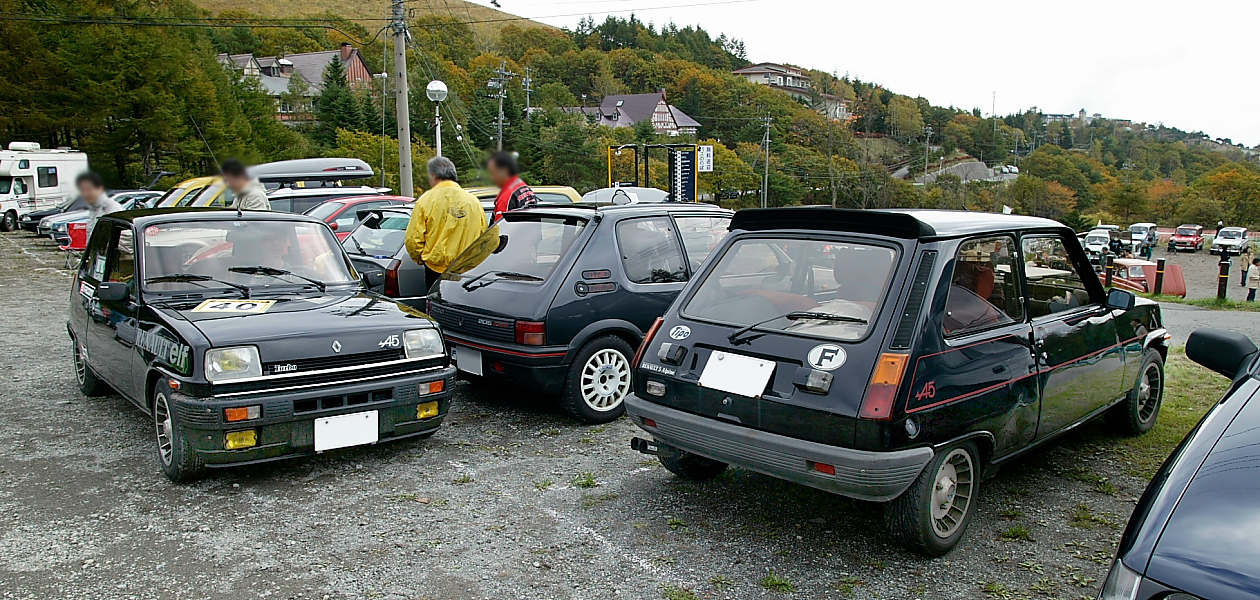
Da destra, una R5 Alpine e una Turbo

La prima in ordine cronologico fu la Alpine. Essa montava un 4 cilindri da 1397 raffreddato ad acqua, lo stesso motore utilizzato sulle R5 TX e TS, ma rivisto in profondità, in modo da arrivare ad erogare 93 CV a 6400 giri/min, in luogo dei 63 CV erogabili sulle due versioni più tranquille. Tale motore era dotato di testata emisferica in alluminio, e riusciva ad erogare una maggior potenza grazie ad interventi come l'aumento del rapporto di compressione e l'adozione di un carburatore invertito doppio corpo Weber. Con tali rivisitazioni, anche la coppia motrice aumentò in maniera considerevole, arrivando ad 11.8 kgm di picco massimo a 4000 giri/min. La distribuzione era del vecchio tipo ad asse a camme laterale mosso da catena, e distribuzione ad aste e bilancieri. L'impianto frenante era di tipo misto, cioè con dischi anteriori da 228 mm anteriormente e con tamburi al retrotreno. I cerchi erano da 13 pollici, dimensioni ridotte che permettevano alla Alpine uno scatto tale da coprire in circa 9 secondi l'accelerazione da 0 a 100 km/h e garantirle un allungo di 175 km/h, considerevole all'epoca per una piccola vettura pepata.

### R5 Alpine Turbo

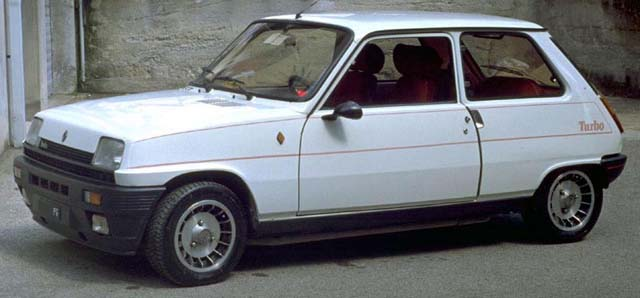
Una R5 Alpine Turbo, introdotta nel 1981

Ancor più veloce era lo scatto della Alpine Turbo, la versione che nel 1981 andò a sostituire la Alpine aspirata descritta finora e che per le sue prestazioni si avvalse dell'adozione di un turbocompressore Garrett T3 (senza intercooler), grazie al quale la potenza massima salì fino a 110 CV a 6000 giri/min, mentre la coppia massima crebbe da 11,8 a 15,2 kgm a 4000 giri/min. A causa di tali prestazioni, anche l'impianto frenante dovette essere adeguato e furono pertanto montati i dischi anche posteriormente. Grazie a tale propulsore, la Alpine Turbo raggiungeva una velocità massima di 186 km/h, scattando da 0 a 100 km/h in 9.2 secondi.

### R5 Turbo

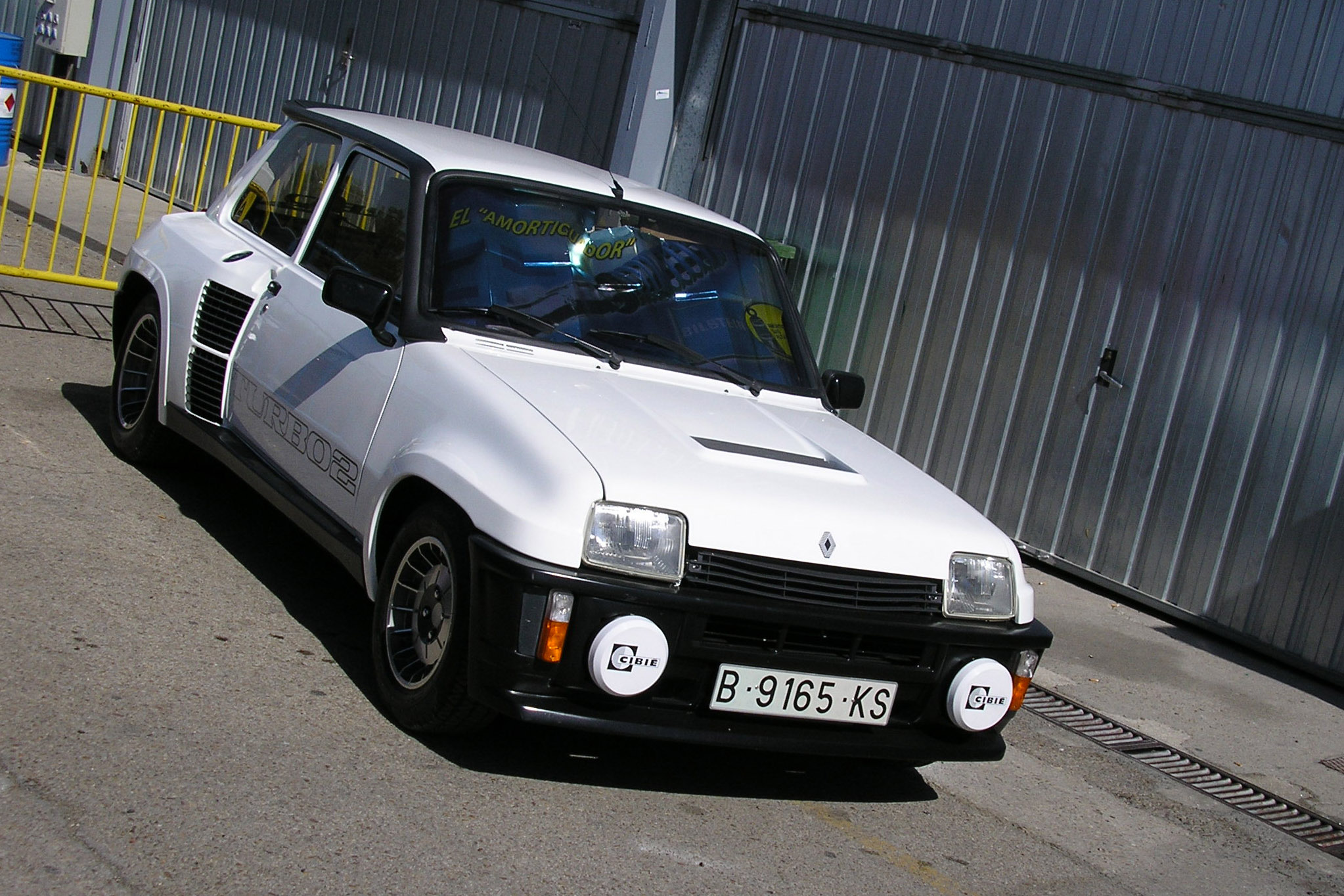
Una R5 Turbo

Ma già nel 1980, la casa francese realizzò una variante più estrema per i rally: la R5 Turbo, che tanta fama avrebbe acquisito negli anni a seguire. Per la realizzazione della R5 Turbo la vettura base venne profondamente rivista, progettandola nuovamente come se si trattasse di una nuova vettura. Ed effettivamente la R5 Turbo aveva ben poco a che spartire con qualunque altra R5 prodotta, comprese le Alpine e le Alpine Turbo. Tanta diversità derivava in primo luogo dallo schema meccanico, completamente stravolto. La R5 Turbo infatti non montava più il motore in posizione anteriore longitudinale, ma in posizione posteriore centrale, con trazione posteriore. Tale scelta finì per costringere i progettisti a rinunciare al divanetto posteriore. La R5 Turbo risultò quindi omologata per due persone. L'unità motrice utilizzata era il solito 4 cilindri da 1397 cm³ già montato sulla Alpine e sulle TS e TX, ma rivisto in maniera molto profonda dalla Alpine di Dieppe, che aveva già firmato le notevoli prestazioni delle R5 Alpine. Oltre alla sovralimentazione e a numerose altre migliorie viene introdotto anche uno scambiatore di calore (intercooler) in grado di far respirare meglio il motore, soggetto in questo caso a terribili sollecitazioni termiche. L'alimentazione vide la rinuncia al carburatore in favore dell'iniezione elettronica K-Jetronic. Alla fine, tale unità motrice arrivò a sviluppare 160 CV a 6500 giri/min e una coppia motrice di 21,4 kgm a 3250 giri/min. L'impianto frenante si avvalse di dischi ventilati sui due assi. La R5 si riconosce a colpo d'occhio per i consistenti allargamenti dei parafanghi, soluzione necessaria per ospitare sia sospensioni più robuste, sia gli pneumatici maggiorati pensati per poter scaricare su strada la grande potenza e la grande coppia motrice di cui il propulsore era capace. La R5 Turbo era capace di raggiungere una velocità massima di oltre 200 km/h, scattando da 0 a 100 km/h in soli 6,5 secondi. Nel 1982 fu introdotta la Turbo 2, con alcune migliorie volte a rendere più affidabile la meccanica ed altre, come l'adozione di cruscotto ed altri elementi interni dell"Alpine Turbo, destinate ad abbassare il prezzo di listino, che sulla Turbo 1 era troppo elevato, senza tuttavia compromettere le prestazioni, che rimasero invariate.

## Riepilogo caratteristiche
Ecco di seguito una tabella con le caratteristiche meccaniche delle varie versioni della R5 prima serie, tutte con motore a benzina. I prezzi riportati sono espressi in FF e si riferiscono agli allestimenti più bassi, laddove ne sia indicato più di uno, alla versione a 3 porte (quelle a 5 porte, laddove siano state previste, costavano circa 2000 FF in più), salvo dove espressamente indicato nelle note, e al momento del debutto nel mercato francese:
| Modello                                  | Sigla progetto | Motore | Cilindrata cm³ | Potenza CV/rpm | Coppia kgm/rpm | Cambio/ N°rapporti | Freni (ant./post.) | Massa a vuoto (kg) | Velocità max | Consumo (l/100 km) | Anni di produzione | Prezzo al debutto (FF) |
| 5 L                                      | R1220          | 839    | 782            | 36/5200        | 5.3/3000       | 4                  | T/T                | 730                | 120          | -                  | 1972-76            | 9.740                  |
| 5 L                                      | R1221          | B1B    | 845            | 37/5500        | 5.9/2500       | 4                  | T/T                | 730                | 126          | 6.5                | 1977-84            | 17.960                 |
| 5 Lauréate L                             | R1222          | C1C    | 956            | 44/5500        | 6.5/3500       | 4                  | D/T                | 775                | 136          | -                  | 1985               | 36.400                 |
| 5 TL                                     | R1222 R1392    | C1C    | 956            | 47/5500        | 6.5/3000       | 4                  | D/T                | 785                | 135          | 7.9                | 1972-79            | 11.300                 |
| 5 TL                                     | R1227 R1397    | C1E    | 1108           | 45/4400        | 8.7/2000       | 4                  | D/T                | 760                | 137          | -                  | 1980-84            | 25.800                 |
| 5 Lauréate TL                            | R1397          | C1E    | 1108           | 45/4400        | 8.7/2000       | 4                  | D/T                | 745                | 137          | -                  | 1985               | 39.700                 |
| 5 GTL                                    | R1225 R1395    | 810    | 1289           | 42/5000        | 8.6/2000       | 4                  | D/T                | 745                | 136          | -                  | 1976-79            | 20.500                 |
| 5 GTL                                    | R1227 R1397    | C1E    | 1108           | 47/4400        | 8.7/2000       | 4                  | D/T                | 760                | 132          | 6.1                | 1980-84            | -                      |
| 5 Lauréate GTL                           | R1397          | C1E    | 1108           | 47/4400        | 8.7/2000       | 5                  | D/T                | 785                | 135          | 6.1                | 1985               | 46.5001                |
| 5 LS                                     | R1224          | 810    | 1289           | 64/6000        | 9.6/3500       | 4                  | D/T                | 770                | 155          | 7.9                | 1974-75            | 15.880                 |
| 5 TS                                     | R1224          | 810    | 1289           | 64/6000        | 9.6/3500       | 4                  | D/T                | 800                | 151          | 7.9                | 1975-81            | 19.968                 |
| 5 TS 5 TX                                | R1229          | C1J    | 1397           | 63/5250        | 10.5/3000      | 5                  | D/T                | 830                | 154          | 7                  | 1982-84            | -                      |
| 5 Alpine                                 | R1223          | 840    | 1397           | 93/6400        | 11.8/4000      | 5                  | D/T                | 850                | 175          | 8.2                | 1976-81            | 32.060                 |
| 5 Alpine Turbo                           | R122B          | C6J    | 1397           | 110/6000       | 15.2/4000      | 5                  | D/D                | 870                | 186          | 7.5                | 1982-85            | 55.000                 |
| 5 Automatic                              | R1225 R1395    | 810    | 1289           | 55/5750        | 9.6/2500       | A/3                | D/T                | 810                | 140          | 8.2                | 1978-81            | 26.400                 |
| 5 Automatic 5 TX auto                    | R1229 R1399    | C1J    | 1397           | 58.5/5250      | 10.3/3000      | A/3                | D/T                | 830                | 142          | 7.5                | 1982-84            | 43.500                 |
| Note: 1Versione esistente solo a 5 porte |                |        |                |                |                |                    |                    |                    |              |                    |                    |                        |

Anche per la Alpine Turbo fu prevista l'edizione finale Lauréate, che meccanicamente possedeva caratteristiche identiche.

## Versioni speciali

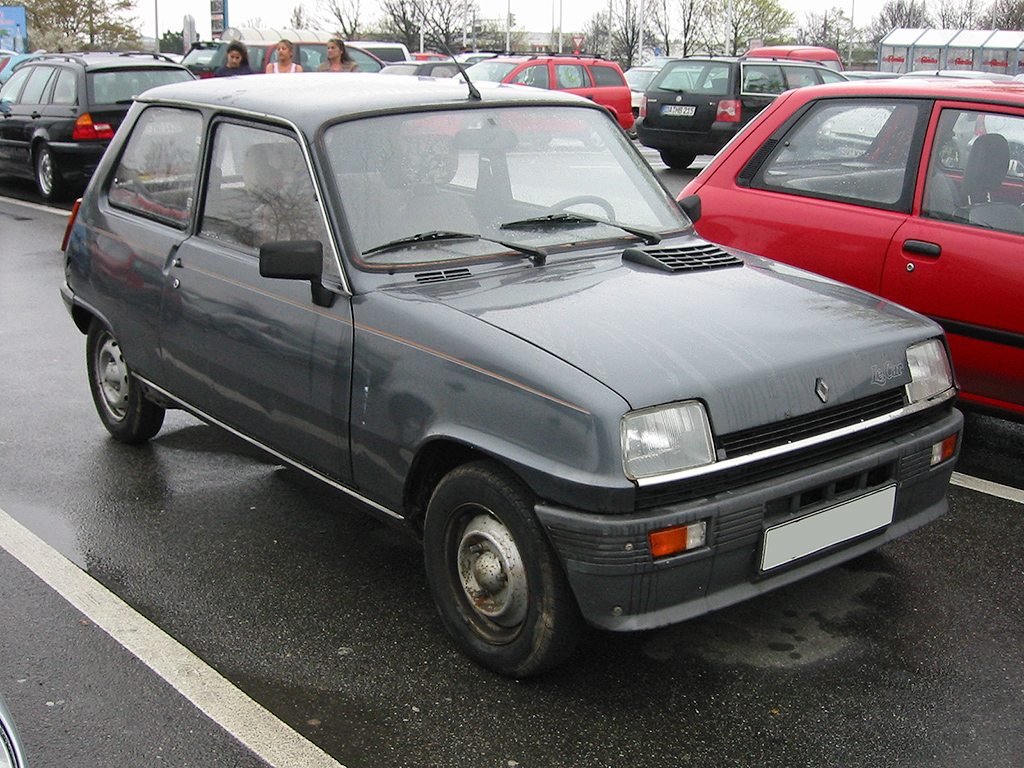
Una R5 Le Car europea

Come per tante vetture, anche di altre marche e modelli, la R5 fu proposta in alcune edizioni speciali a tiratura limitata:
- Le Car, lanciata in Europa nel 1978 era una versione americaneggiante, presentata per rimarcare il successo del modello omonimo sul mercato nordamericano[2].
- Parisienne: Lanciata nel 1982,  serie limitata basata sulla Renault 5 base, ma a differenza di quest'ultima montava: freni a disco anteriori; tetto apribile; spoiler posteriore; predisposizione radio con antenna; paraurti anteriore con spoiler; lavavetri elettrico; sedili reclinabili; tappeti anteriori in moquette; vetri posteriori apribili a compasso e lunotto termico, il colore della carrozzeria era bordeaux, e portava sulle fiancate delle strisce adesive di colore giallo ed ocra e sigla anteriore e posteriore parisienne, il motore era quello di 850 cm³ montato sulla Renault 5 base.
- Laureate: lanciata alla metà del anno 1984 fino al 1985 quando la Renault 5 cessa la produzione sostituita dalla Supercinque. La gamma, con allestimenti decisamente più ricchi rispetto alle classiche versioni "5" "TL" e "GTL" che sostituiva in listino, era proposta nei modelli " L", " TL" e "GTL".
- Parisienne 2: Lanciata nella metà del 1983,  altra serie limitata in pratica una riedizione della Parisienne di cui manteneva gli accessori di serie ma in più montava il lavalunotto posteriore il motore non era più l 850 della base ma montava il 956 della TL con cambio a cinque marce. In Italia fu prodotta in tre colori il classico bordeaux della Parisienne fu affiancato dal bianco e dal blu, con strisce sulle fiancate rispettivamente di colore oro chiaro e scuro sulla bordeaux e sulla bianca e argento chiaro e scuro sulla blu.
- Monte Carlo: basata sulla versione TS, era caratterizzata dalla livrea bicolore gialla e rossa con una vistosa scritta "RENAULT 5" sulla parte posteriore della fiancata. Fu prodotta in soli 2000 esemplari a partire dal 25 marzo 1978.
- Campus: basata sulla L, era caratterizzata da una livrea amaranto con linee gialle a percorrere le fiancate, e dal tetto apribile. Fu commercializzata nel 1983 in Francia con il nome di Campus e nel resto d'Europa con il nome Parisienne. In totale, furono prodotti 5000 esemplari di Campus e 3000 di Parisienne.
- Super Campus: prodotta nel 1984, riprende la meccanica della Lauréate L, con motore da 956 cm³ e 44 CV di potenza massima. Era caratterizzata da un allestimento ed un look molto giovanili: fu venduta in Francia come Super Campus in 5000 esemplari, ma fu venduta anche in Europa come Parisienne 2.
- Coach: fu l'ultima versione in cui la R5 prima serie fu commercializzata. Risale infatti al 1986, anno in cui era già in commercio la seconda serie. Era caratterizzata da tetto apribile, cerchi dal disegno specifico e strisce laterali.
- 5th Avenue: era disponibile a scelta in due allestimenti, il TL e il TS, dei quali riprendeva anche la meccanica. I colori disponibili erano quattro, vale a dire: rosso, bronzo, bianco e argento. Fu commercializzata in tutta Europa nel 1984.
- Black Beauty: versione limitata per il mercato americano, disponibile in colore nero e prodotta in due piccole serie, una nel 1978 e l'altra nel 1979, rispettivamente in 2500 e 3300 esemplari. Era basata sulla versione GTL e comprendeva accessori come il tetto apribile, i cerchi in lega dal disegno specifico e le strisce rosse sulle fiancate.
- Saint Tropez: versione basata sui livelli GTL e TS, di cui riprendeva la meccanica. Era riservata al mercato svizzero e fu prodotta nel solo 1982.
- Flair: versione limitata per il solo mercato inglese. Era, disponibile nei colori bianco, rosso e blu ed era basata sulla TL. Fu prodotta nel 1984 ed era caratterizzata dai cerchi in lega della TX, dal tettuccio apribile e da un piccolo alettone posteriore.

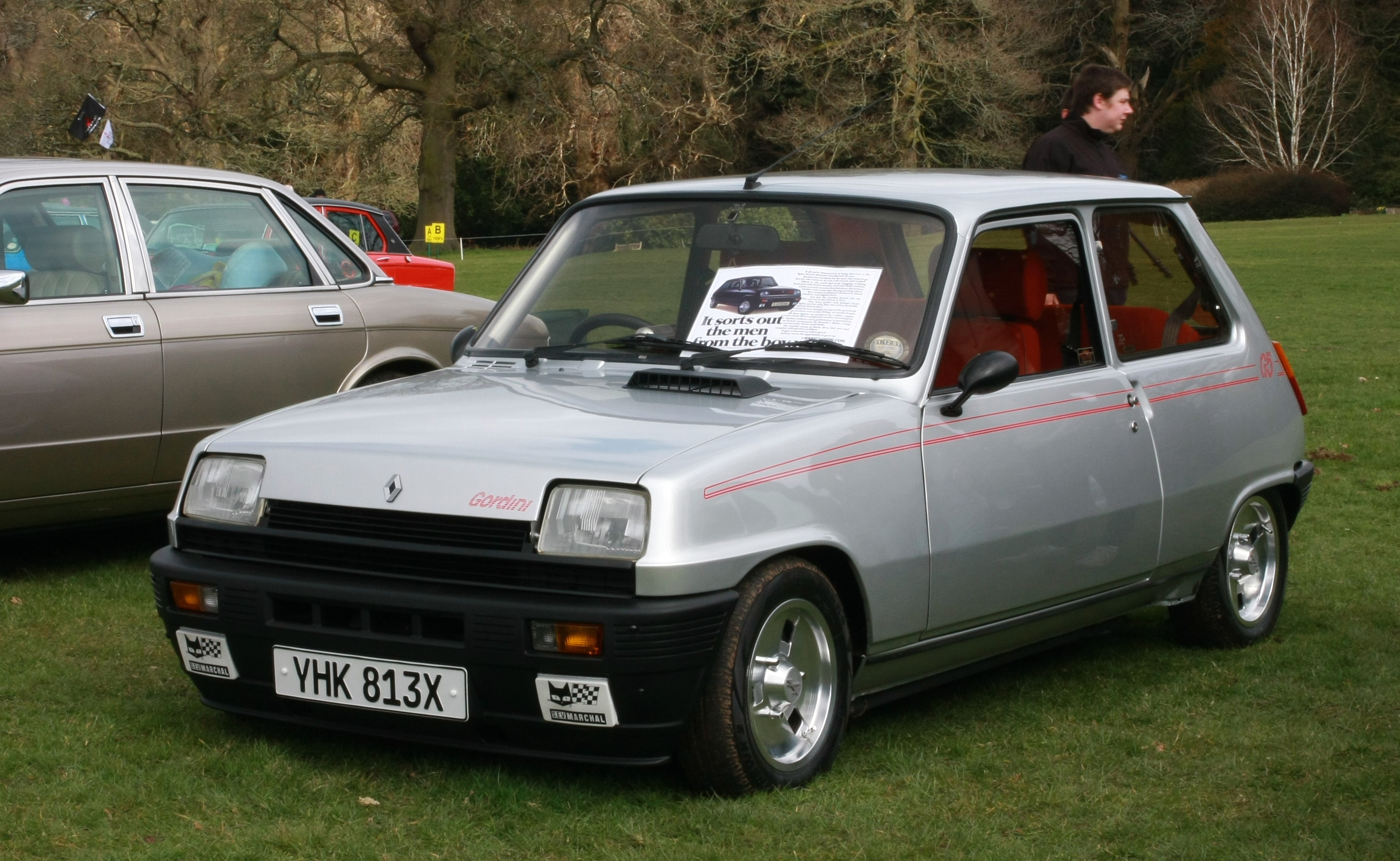
Una R5 Gordini

- Una R5 GordiniAlpine Turbo Special: solo per il mercato tedesco, era identica in tutto e per tutto alle altre Alpine Turbo, tranne che per la scritta "SPECIAL" sulle fiancate e per gli antinebbia supplementari sulla calandra. Fu prodotta nel 1984 ed era disponibile nei colori azzurro o grigio[3].
- Gordini/ Gordini Turbo: solo per il mercato inglese, vennero così denominate poiché il nome Alpine era già stato depositato dalla Sunbeam come denominazione di modello,e quindi non vi furono mai problemi per la marca Alpine. Queste versioni si differenziavano dalle R5 Alpine/Alpine Turbo per avere le minigonne e i parafanghini in tinta con il colore dell'auto, lo spoiler del tetto come la R5 Turbo 1 e per il fatto di essere prodotte solo in colore bianco. Altro particolare la scritta Turbo in grigio sulle fiancate.
- Lauréate Turbo: prodotta nel 1984/85 al momento non sembra ci siano particolari diversi che differenziano questo modello dalla R5 Alpine Turbo (a parte i paraurti in tinta con il colore dell'auto, il paraurti anteriore come quello della R5 Alpine Turbo ma senza fendinebbia e gli interni diversi, i cerchi in ferro).

## Attività sportiva

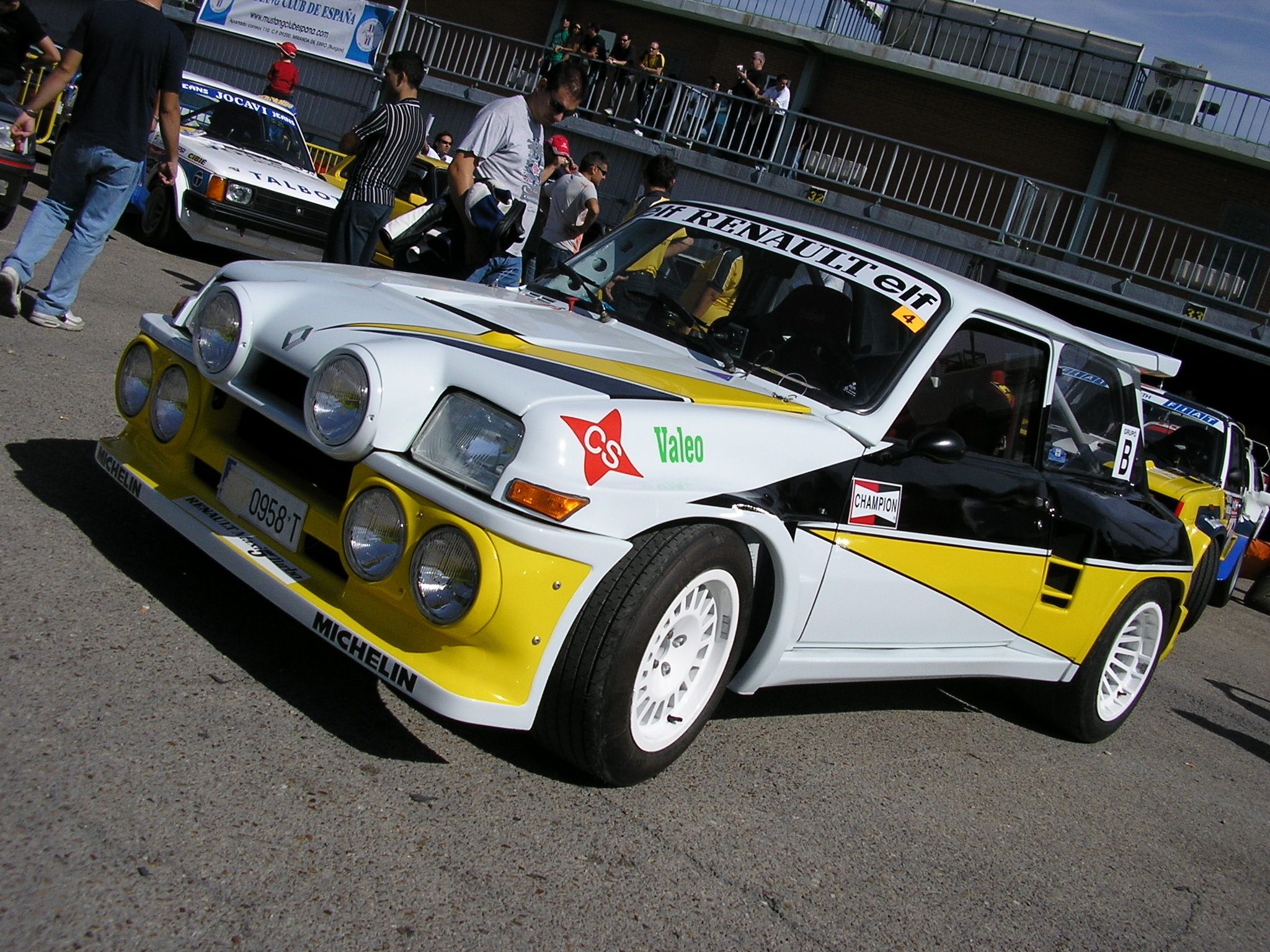
Una R5 Turbo in livrea da gara

La R5 poté vantare una intensa attività agonistica, grazie soprattutto alla sua versione di punta, la R5 Turbo, che venne impiegata nell'ambito delle gare già fin da prima dell'omologazione su strada. La prima gara ufficiale della R5 Turbo è infatti il Giro d'Italia, datato 20 ottobre 1979. La produzione ufficiale delle versioni stradali sarebbe cominciata solo l'anno seguente. Tra le principali manifestazioni sportive alle quali la R5 Turbo partecipò, spesso con grandi successi, vi furono:
- Rallye de Cévennes (1980): grazie all'equipaggio Ragnotti-Andrié, la R5 Turbo si piazza seconda assoluta.
- Rally di Montecarlo (30 gennaio 1981): la R5 Turbo di Ragnotti-Andriè si aggiudicò questa gara valevole per il Campionato Mondiale Rally.
- Campionato Coppa Europea Renault (1981-84): una versione speciale della R5 Turbo viene realizzata per questo lungo campionato.

Ma innumerevoli furono anche gli altri suoi successi su pista e sterrato. Nel 1985 fu presentata anche la R5 Turbo Maxi, estrema evoluzione esclusiva della vettura da competizione, così denominata per l'aumento delle carreggiate e della cilindrata a 1,5 litri: il regolamento prevedeva un'equivalenza tra turbo ed aspirati con il coefficiente 1,4, in questa maniera la R5 rientrava nella classe 2.0 di cilindrata ed aveva quindi delle limitazioni sulle dimensioni dei cerchi. La costruzione di 200 esemplari stradali (denominati 8221) con la cilindrata aumentata portò ad una nuova omologazione nella classe oltre 2.0. la R5 poté così montare cerchi di dimensioni più generose che l'aiutavano a scaricare a terra la potenza di 350 cavalli.